# Ciudad Universitaria de Caracas
Ciudad Universitaria de Caracas – kampus Centralnego Uniwersytetu Wenezueli w Caracas. W 1953 roku przeniesiono tu Uniwersytet z dotychczasowej siedziby w Palacio de las Academias. W 2000 roku kampus został wpisany na listę światowego dziedzictwa UNESCO. 

## Historia
W latach 1940–1960 Carlos Raúl Villanueva zaprojektował wspólnie z innymi architektami na potrzeby Uniwersytetu nowy kampus Ciudad Universitaria de Caracas. Budowę zaplanowano na terenie na terenie historycznej Hacienda Ibarra. Po śmierci Raula Villanueva modyfikacje i nowe budynki zaprojektował Gorka Dorronsoro (1939-2017), jeden z najmłodszych jego partnerów. 
Jest to duży kompleks miejski o powierzchni około 200 hektarów i obecnie ma 89 budynków (w 1953 roku było ich 40). Najważniejsze obiekty architektoniczne to Aula Magna, Stadion Olimpijski, Covered Plaza, Biblioteka Głowna. Na obrzeżach znajduje się Ogród botaniczny.

## Lista światowego Dziedzictwa UNESCO
W 2000 roku kompleks został wpisany na Światową Listę Dziedzictwa UNESCO. W uzasadnieniu napisano, że jest "znakomitym przykładem spójnej realizacji miejskich, architektonicznych i artystycznych ideałów z początku XX wieku". 

## Aula Magna
Carlos Raúl Villanueva zaprojektował Aula Magna, ale projekt sufitu opracował Alexander Calder. Znany rzeźbiarz przy jego tworzeniu współpracował z akustykiem Robertem Newmanem. Aby uzyskać dobrą akustykę zawieszono pływające panele o różnych rozmiarach i kolorach. Sala ma 2700 miejsc siedzących. Jest wykorzystywana przez uniwersytet, ale odbywają się tu też koncerty, przedstawienia teatralne i inne imprezy.

## Covered Plaza
Plac zaprojektowany przez Villanueva powstał w latach 1952-1953. Łączy on budynki rektoratu, Paraninfo( audytorium), Auli Magna i Biblioteki. Jest to 1428-metrowy chodnik łączący różne strefy kampusu przykryty żelbetonowym dachem wspartym na kolumnach. Stworzono tam "Muzeum w plenerze" umieszczając rzeźby europejskich artystów: Henri Laurensa i Jean Arp, freski z materiałów tak różnorodnych jak: ceramika, mozaika, aluminium, kamień, brąz i szkło Fernanda Légera, Antoine'a Pevsnera, Victora Vasarely'ego oraz  wenezuelskich twórców Mateo Manaure, Pascuala Navarro i Carlosa Gonzáleza Bogen. 